# Klapning
Klapning er en aktivitet, hvor man fra et skib til søs lader materiale falde ned på havbunden.  Det hedder klapning, fordi det normalt foregår ved, at der åbnes nogle klapper i bunden af skibet.
Materialet stammer normalt fra bunden i havne eller sejlruter, hvor det har været nødvendigt at foretage uddybning. Klapning skal i danske farvande ske på særlige klappladser, hvor det skønnes, at skadevirkningen er mindre end andre steder.